# Ángel Ganivet
Ángel Ganivet García (Granada, 13 de diciembre de 1865-Riga, 29 de noviembre de 1898) fue un escritor y diplomático español. Es considerado por algunos autores un precursor de la generación del 98 y por otros, un miembro de pleno derecho de esta.

## Biografía
Nació en Granada el 13 de diciembre de 1865, en una familia de clase media. Su padre murió cuando él tenía nueve años. A la edad de diez años, una fractura le llevó a estar a punto de perder una pierna; poniendo en riesgo su vida, se negó a la amputación y, tras años de rehabilitación, consiguió no quedarse cojo. Con retraso por esa convalecencia, inició sus estudios cursando entre 1880 y 1890 el bachillerato y las carreras de Derecho y Filosofía y Letras, consiguiendo siempre notas de sobresaliente. 
En 1888 empezó el doctorado en Madrid; obtuvo el grado correspondiente, con nota sobresaliente y premio extraordinario, con la tesis La importancia de la lengua sánscrita, tras no serle aceptado el trabajo académico, intitulado España filosófica contemporánea. Se presentó a las oposiciones al Cuerpo de Archivos, Bibliotecas y Museos, que ganó, y fue destinado a la biblioteca del Ministerio de Fomento en Madrid. Se integró poco a poco en el mundo literario madrileño, asistiendo al Ateneo y a diversas tertulias literarias. Inició una relación de amistad con Miguel de Unamuno en mayo de 1891, cuando estudiaban juntos para las oposiciones a cátedra de griego, que Unamuno conseguiría por Salamanca y Ganivet perdería por Granada. También desarrolló una fuerte amistad con Francisco Navarro Ledesma.
En 1892 conoció a Amelia Roldán Llanos, de la que se enamoró aunque no terminaron casándose por razones desconocidas. De su relación nacieron dos hijos: Natalia, que murió al poco de nacer, y Ángel Tristán. En mayo de ese mismo año Ganivet alcanzó el primer puesto en unas oposiciones al cuerpo consular; por lo que fue nombrado vicecónsul en Amberes, tomando posesión en julio; pasaría cuatro años en la ciudad belga. Durante ese tiempo se desarrolló intelectualmente: leyó, se instruyó en varios idiomas, aprendió a tocar el piano y empezó a escribir. Por otro lado, su relación con Amelia sufría grietas.
En 1895 fue ascendido a cónsul y destinado a Helsingfors, nombre sueco de la actual Helsinki. En los más de dos años que pasó en Finlandia, acompañado por sus hermanas Josefa e Isabel, entabló amistad con la pintora Hanna Rönnberg, produjo la mayor parte de su obra literaria y mantuvo en 1896 una corta pero intensa relación sentimental y sexual con una rusa profesora de sueco, la joven viuda pelirroja Masha o Marie Sophie Diakovsky, para la que compuso un cancionero de poemas en francés y español, que resultan interesantes no solo por su pasión desbordada, sino por adaptar al francés estrofas como la soleá o la copla de pie quebrado. Masha, hija de un médico polaco y una alemana, era independiente, de refinada educación, dominaba varios idiomas (alemán, sueco, ruso, italiano y francés), tocaba el piano, escribía versos y piezas teatrales y era la viva representación del cosmopolitismo. Ganivet le compuso poemas como este:
Mis caricias son fuertes y tan frágil / es tu cuerpo, que vivo con el miedo / de que hacerte feliz completamente / será hacerte morir entre mis brazos.
O este, escrito al pie de su fotografía, que Masha conservó: Méprise moi, insulte moi: je serais aveugle et sourd / Despréciame, insúltame: yo seré ciego y sordo.
Su mujer, que le visitó una temporada, le provocaba frecuentes escenas de celos, no solo por sus relaciones femeninas, sino por lo mucho que se encerraba en su despacho para escribir, y al final lo abandonó. Masha se casó en segundas nupcias con el escritor Wentzel Hagelstam. Ganivet aprendió pronto el sueco, hasta el punto de que podía leer los periódicos en ese idioma. Su estancia terminó cuando el cuerpo diplomático suprimió el consulado por escasa actividad comercial. Tomó posesión del consulado de Riga (Letonia) en 1898. Allí, fruto de una crisis espiritual ("aburrido, hastiado, malhumorado, melancólico, abrumado, entontecido" escribió en una carta), sin su mujer, solo, tras las pérdidas de las últimas colonias de España, entristecido por la grave situación de su nación, enfermo por una sífilis que le estaba provocando demencia y una parálisis general progresiva, cayó en una profunda depresión que lo llevaría a suicidarse tirándose desde un barco al río Dvina, en Riga, tras haber sido salvado en una primera intentona, el 29 de noviembre de 1898.

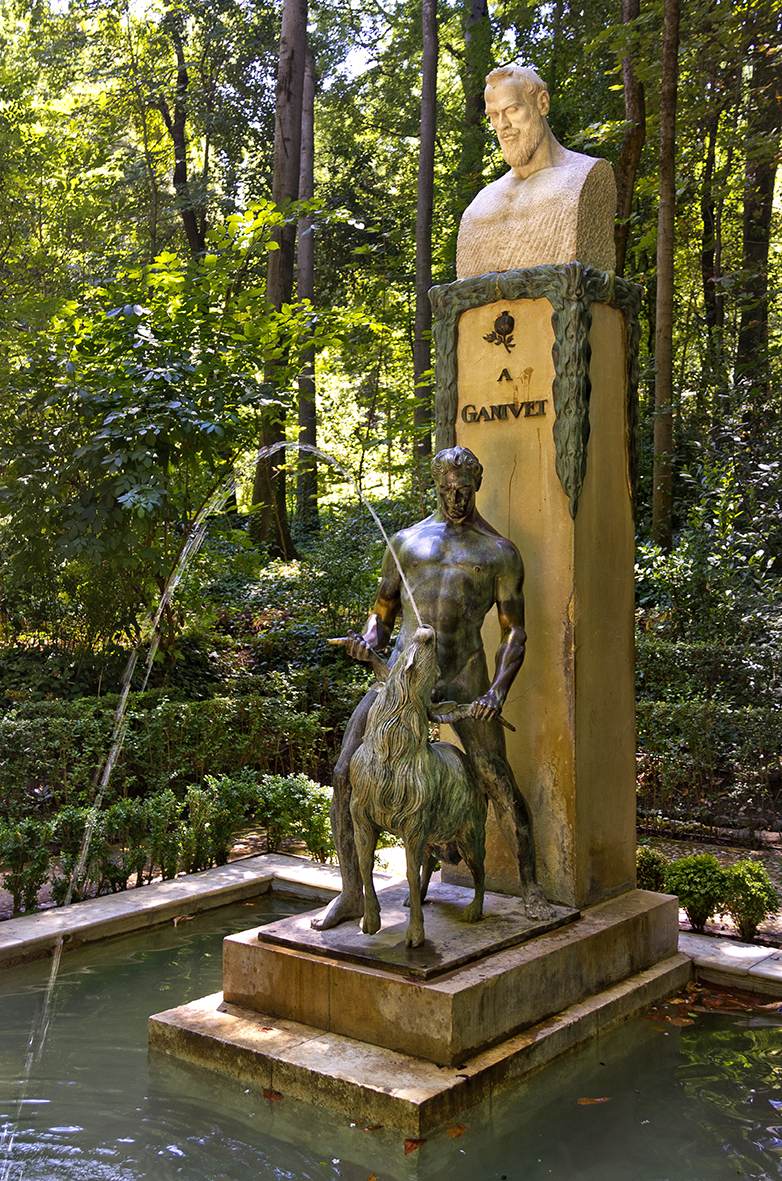
Monumento a Ganivet junto a La Alhambra

Los restos de Ganivet fueron repatriados a España gracias  a la labor del periodista jerezano Enrique Domínguez Rodiño. Durante una gira por Letonia, Domínguez Rodiño descubriría la tumba del escritor granadino, cuyos restos, identificados por un doctor a causa del prognatismo de su mandíbula, su pierna derecha rota y la cicatriz de una pedrada en la frente, consiguió repatriar a España en 1925, tras escribir una serie de reportajes para sensibilizar a la opinión pública española. Desde esa fecha reposan en el cementerio San José de la ciudad que lo vio nacer.
Los ayuntamientos de Almuñécar, Puebla de Vallbona, Granada, Málaga, Santa Cruz de Tenerife, Zaragoza, Sevilla, Córdoba y Madrid (en la Colonia del Retiro) han dedicado una calle a su memoria.

## Obra y pensamiento
Es considerado por algunos autores un precursor de la generación del 98 y por otros un miembro de pleno derecho de esta. Según Ganivet, la crisis de fin de siglo de España habría sido causada por un problema colectivo fundamental: la abulia.
Su fama la debe sobre todo a su Idearium español, un libro que, a pesar de su poca extensión, ocupa un puesto destacado en el pensamiento español moderno. Obra controvertida, por un lado la Enciclopedia Larousse lo califica como «obra capital de una gran profundidad filosófica» y por otro, Manuel Azaña la analiza y critica objetivamente en su obra Comuneros contra el Rey. 
Ganivet hizo gala en su pensamiento de un fuerte desprecio por la modernidad, representada por la sociedad industrial y el culto a la propiedad privada, desarrollado ya desde su paso por la ciudad belga de Amberes, estancia durante la que se sintió profundamente alienado.

En el mismo momento en que España está al borde de la agonía y asiste a la derrota del desastre del 98, Ganivet se atreve a reivindicar su cultura y su manera de ser. Vuelve la mirada hacia atrás y arremete contra lo que cree que ha desviado a España de lo que hubiera podido ser: una «Grecia cristiana». Rechaza el estoicismo platónico de la tradición española, que ha causado el gran defecto esencial de España, la abulia, y propone un cambio axiológico fundado en la voluntad, las ideas y la acción.

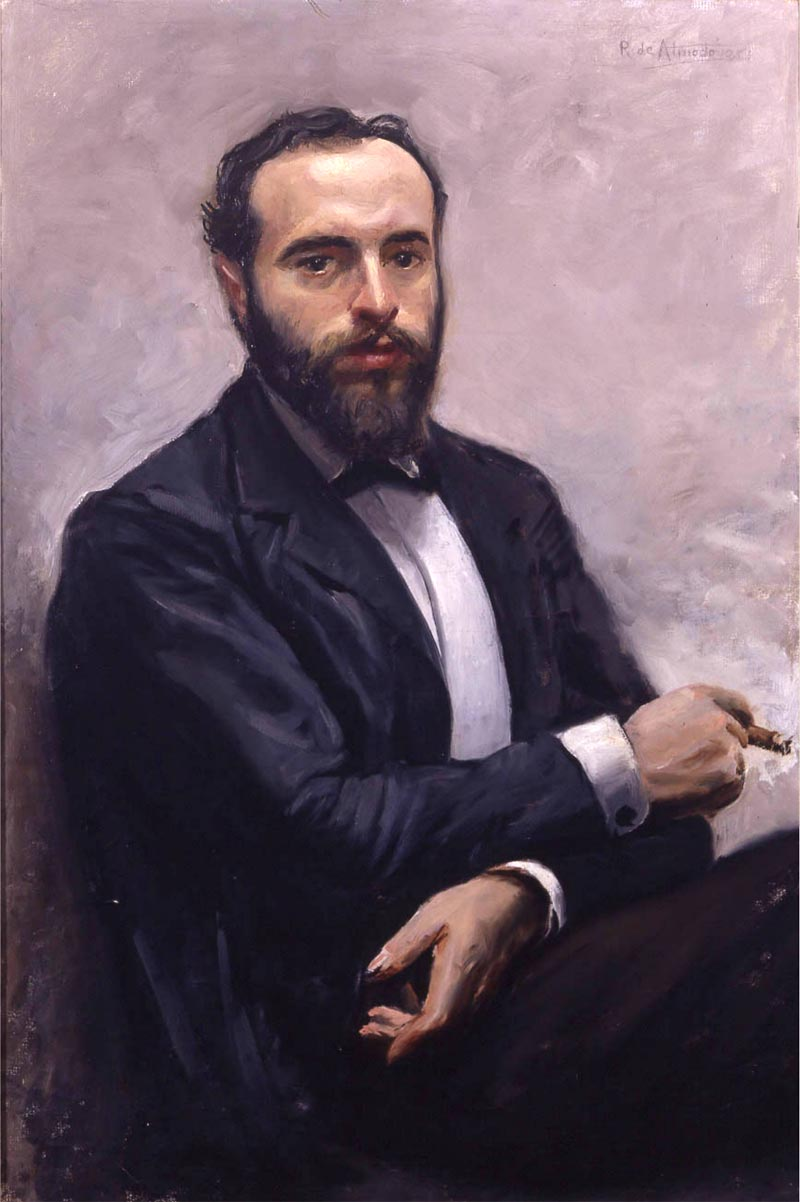
Retratado por José Ruiz de Almodóvar

La cosmovisión ganivetiana es radicalmente espiritual. La misma espiritualidad subyace en su visión de España. De ahí que lamente el giro expansionista de los primeros Austrias. «Apenas constituida en Nación, nuestro espíritu se sale del cauce que le estaba marcado y se derrama por todo el mundo en busca de glorias externas y vanas, quedando la Nación convertida en un cuartel de reserva, en un hospital de inválidos, en un semillero de mendigos». Alma irónica, rechaza la violencia como instrumento emancipatorio y siente una actitud de respeto hacia las clases humildes; de ahí que afirme que «las inteligencias más humildes comprenden las ideas más elevadas». Sin embargo, el espiritualismo de Ganivet no significa la creencia en Dios, tanto así que en su Epistolario con Francisco Navarro Ledesma habla de la religión como un comodín que se toma y se deja, se declara no católico y predice pronto la extinción total de la fe cristiana. Su espiritualismo cristiano es más bien la «religión de las ideas». Tal como lo declara Max Stirner en 1844 en la primera parte de su libro El único y su propiedad. Ganivet es un convencido de que quien cambia a las ideas cambia al hombre. Lo importante para él es el espíritu, vivir para el pensamiento y educar a los demás. En suma, se trata de un espiritualismo antropocéntrico, su fe está en el hombre. Ganivet se ha desprendido en gran medida del cristianismo pero no de la moral. Pero predica un cambio axiológico: su moral no es burguesa —matrimonio, familia, riqueza, orden— sino es la moral de los ideales, de los valores, de la voluntad. Sirve a las ideas con ascetismo y sacrificio. Ha llegado a un concepto tan puro de las cosas que ninguna realidad le satisface —religión, patria, hombre, amor y amistad—. Este pensador senequista, parcialmente cristiano, creyente en un espíritu que no encuentra donde alojar, odia la materia, el cuerpo y el mundo. Sus conflictos internos le llevan a una grave depresión. Inconsolable se entrega al suicidio. Vivió como pensó, en unidad de vida y obra.
Fidelino de Sousa Figueiredo señaló una influencia de la obra de Guy de Maupassant en Ganivet.
Ganivet aparece como personaje principal en el relato Idearium Español, que forma parte del libro Los mártires (2004), del escritor colombiano Juan Esteban Constaín. Los últimos años del escritor se narran en la novela histórica Mañana, cuando yo muera (2019), del español Manuel García.

## Obras
- España filosófica contemporánea (1889); ensayo.
- Granada la bella (1896);[21] prosa.
- La conquista del reino Maya por el último conquistador Pío Cid (1897);[22] novela.
- Idearium español (1897);[21] ensayo.
- Cartas finlandesas (1898);[22] prosa.
- El escultor de su alma (1898);[23][24] teatro.
- Los trabajos del infatigable creador Pío Cid (1898);[25] novela.
- Hombres del norte / Porvenir de España (1898);[26] ensayo.